# 国際千葉駅伝
国際千葉駅伝（こくさいちばえきでん）は、1988年（昭和63年）から2014年（平成26年）にかけて行われていた、国際陸上競技連盟公認の駅伝国際大会。千葉県千葉市（かつては習志野市・船橋市を含む）を舞台に行われた。千葉県出身の青木半治の功績を讃え青木半治杯の名を冠する。

## 概要
正式名称は「青木半治杯 国際千葉駅伝」。英名はHanji Aoki-Cup International Chiba-Ekidenである。
1988年に始まり、1989年を除いて2014年まで毎年行われていた。なお、創設当初は12月の第3日曜日に開催されていたが、1992年に11月23日（勤労感謝の日。当日が日曜日の場合は振替休日の11月24日）に開催日が移行された。日曜日に行われなくなったきっかけは中継担当のフジテレビが日曜日に競馬中継を放送するためである。
千葉市内に全コースが収まっているが、大会初期は習志野市や船橋市にもコースが延びていた。後援に習志野市や船橋市の名前があるのはその名残。
2006年までは男子と女子のレースが同日に行われていた。2007年からは奇数区間を男性走者が、偶数区間を女性走者が走る男女混合レースとなった。なお、男女混合で行われている駅伝は、1992年から2004年まで行われていた環日本海新潟駅伝や、各都道府県内での対抗駅伝（徳島駅伝など）があるが、国際大会としてはこれが唯一であった。
2015年（平成27年）5月28日に、日本陸上競技連盟は、国内外において国際大会への出場の機会が増加したことにより国際千葉駅伝のとらえ方が変化してきたこと、過密化するマラソン・駅伝大会の競技日程の中、国際千葉駅伝への選手の参加が難しい状況にあることを受けて、2015年の大会は行わず、2014年の第26回大会を最後に終了することを発表した。

### 冠スポンサー
- サンウェーブ、川崎製鉄グループ（現・JFEグループ） → 日産自動車（2000年、2005年 - 2007年、2010年 - 2011年） → NEC → ライフカード（LIFE→LifeCard）（男子）、シャボン玉石けん（女子、途中回から）→ タマホーム（2006年 - 2008年） → 新昭和（2009年 - 2013年）、富士重工業（2012年 - 2014年）

## 大会運営
- 主催

日本陸上競技連盟、千葉県、千葉県教育委員会、千葉市
- 企画運営

国際千葉駅伝組織委員会
事務局：千葉陸上競技協会、千葉県教育庁教育振興部体育課
事務局分局：千葉市市民局生活文化スポーツ部スポーツ振興課、千葉県警察本部交通部交通規制課、フジテレビスポーツ局
- 主管

一般財団法人千葉陸上競技協会
- 後援

フジテレビジョン、産經新聞社、ニッポン放送、習志野市、船橋市、公益財団法人千葉県体育協会
- 協賛

SUBARU
- 特別協力

サンケイスポーツ、夕刊フジ
- 協力

千葉県経済同友会、千葉県中小企業団体中央会、一般社団法人千葉県商工会議所連合会、千葉県商工会連合会、一般社団法人千葉県経営者協会、一般社団法人千葉県経済協議会、株式会社千葉日報社

## 歴史
- 第1回（1988年） 瀬古利彦の引退レースとなる。
- 第4回（1992年） 開催日が11月23日に移行される（以後日曜日と重複する場合を除き開催日が固定される）。
- 第9回（1997年） 高橋尚子がアンカーとして日本チームに出場。
- 第13回（2001年） 日本チームが女子の部で10連覇を達成。
- 第14回（2002年） 男子の部に日本学生選抜が加わる。
- 第16回（2004年） エチオピアが3年連続男女アベック優勝。
- 第17回（2005年） 区間距離変更に伴い、国際陸連公認のコースとなる。
- 第18回（2006年） 女子の部にも日本学生選抜が加わる。ケニアが2年連続男女アベック優勝。
- 第19回（2007年） 前回までの男女時差式方式大会から男女混合大会による一発勝負へと変更される。
- 第22回（2010年） 日本学生選抜が、日本チーム以外の日本人メンバーチームで初優勝[3]。
- 第26回（2014年） 日本代表が5年ぶりに優勝（2位ケニア、3位日本学生選抜）。結果的にこれが最後の大会となった。
- 第27回（2015年） 当初の予定では同年11月23日に開催予定だったが、同年5月28日に日本陸連が第27回大会の中止と大会廃止を発表した。

## 歴代優勝チーム

### 男女別時代
| 回 | 開催日         | 男子優勝         | 女子優勝         |
| -- | -------------- | ---------------- | ---------------- |
| 1  | 1988年12月18日 | エチオピア       | ニュージーランド |
| 2  | 1990年12月16日 | 日本             | ルーマニア       |
| 3  | 1991年12月15日 | オーストラリア   | ケニア           |
| 4  | 1992年11月23日 | オーストラリア   | 日本             |
| 5  | 1993年11月23日 | モロッコ         | 日本             |
| 6  | 1994年11月23日 | エチオピア       | 日本             |
| 7  | 1995年11月23日 | オーストラリア   | 日本             |
| 8  | 1996年11月23日 | 南アフリカ共和国 | 日本             |
| 9  | 1997年11月24日 | ケニア           | 日本             |
| 10 | 1998年11月23日 | 日本             | 日本             |
| 11 | 1999年11月23日 | 日本             | 日本             |
| 12 | 2000年11月23日 | 日本             | 日本             |
| 13 | 2001年11月23日 | 南アフリカ共和国 | 日本             |
| 14 | 2002年11月23日 | エチオピア       | エチオピア       |
| 15 | 2003年11月24日 | エチオピア       | エチオピア       |
| 16 | 2004年11月23日 | エチオピア       | エチオピア       |
| 17 | 2005年11月23日 | ケニア           | ケニア           |
| 18 | 2006年11月23日 | ケニア           | ケニア           |

### 男女混合時代
| 回 | 開催日         | 優勝         | タイム        | 備考                     |
| -- | -------------- | ------------ | ------------- | ------------------------ |
| 19 | 2007年11月23日 | 日本         | 2時間05分56秒 |                          |
| 20 | 2008年11月24日 | エチオピア   | 2時間05分27秒 |                          |
| 21 | 2009年11月23日 | 日本         | 2時間05分58秒 |                          |
| 22 | 2010年11月23日 | 日本学生選抜 | 2時間07分52秒 |                          |
| 23 | 2011年11月23日 | ケニア       | 2時間04分40秒 |                          |
| 24 | 2012年11月23日 | ケニア       | 2時間05分06秒 | 混合大会変更後、初の連覇 |
| 25 | 2013年11月23日 | ケニア       | 2時間03分59秒 | 男女混合世界記録で3連覇  |
| 26 | 2014年11月24日 | 日本         | 2時間05分52秒 | 男女混合日本記録         |

### チーム別優勝回数

#### 男子
| 優勝回数 | 国名             | 年                           |
| -------- | ---------------- | ---------------------------- |
| 5回      | エチオピア       | 1988,1994,2002-2004（3連覇） |
| 4回      | 日本             | 1990,1998-2000（3連覇）      |
| 3回      | ケニア           | 1997,2005,2006               |
| 3回      | オーストラリア   | 1991,1992,1995               |
| 2回      | 南アフリカ共和国 | 1997,2001                    |
| 1回      | モロッコ         | 1993                         |

#### 女子
| 優勝回数 | 国名             | 年                  |
| -------- | ---------------- | ------------------- |
| 10回     | 日本             | 1992-2001（10連覇） |
| 3回      | ケニア           | 1991,2005,2006      |
| 3回      | エチオピア       | 2002-2004（3連覇）  |
| 1回      | ニュージーランド | 1988                |
| 1回      | ルーマニア       | 1990                |

#### 男女混合
| 優勝回数 | 国名         | 年             |
| -------- | ------------ | -------------- |
| 3回      | ケニア       | 2011 - 2013    |
| 3回      | 日本         | 2007,2009,2014 |
| 1回      | エチオピア   | 2008           |
| 1回      | 日本学生選抜 | 2010           |

## コース
千葉県総合スポーツセンター陸上競技場→千葉ポートタワー前（第1折り返し）→海浜幕張駅前（第2折り返し）→幕張メッセ／千葉マリンスタジアム前（第3折り返し）→千葉県総合スポーツセンター陸上競技場
男女ともに6区間・42.195kmで争われる。国際陸上競技連盟公認コース（2005年認定）。

### 前半・三区間(1区から3区)
第1区 男子・5km
- 千葉県総合スポーツセンター陸上競技場→穴川インター→国道16号→（みつわ台団地入口交差点）→千葉市道→千葉市中央区道場北
  - 約25mのダウンヒルが2km地点から始まる区間。スピード区間と言われ、決着はわずか約13分で終わる。

| 区間記録10傑（第17回大会以降） | 区間記録10傑（第17回大会以降） | 区間記録10傑（第17回大会以降） | 区間記録10傑（第17回大会以降） | 区間記録10傑（第17回大会以降） |
| 位                             | タイム                         | 氏名                           | 所属                           | 年次・順位                     |
| ------------------------------ | ------------------------------ | ------------------------------ | ------------------------------ | ------------------------------ |
| 1                              | 13分13秒                       | マーティン・イルング・マサシ   | ケニア                         | 18回（2006年）・区間賞         |
| 2                              | 13分22秒                       | ガボ・ブルカ                   | エチオピア                     | 17回（2005年）・区間賞         |
| 2                              | 13分22秒                       | ライアン・ホール               | アメリカ合衆国                 | 17回（2005年）・区間2位        |
| 2                              | 13分22秒                       | モーゼス・ヌディエマ・マサイ   | ケニア                         | 19回（2007年）・区間賞         |
| 5                              | 13分23秒                       | クレイグ・モットラム           | オーストラリア                 | 21回（2009年）・区間賞         |
| 5                              | 13分23秒                       | 上野裕一郎                     | 日本                           | 22回（2010年）・区間賞         |
| 7                              | 13分24秒                       | ジョセファト・ムチリ・ダビリ   | ケニア                         | 17回（2005年）・区間3位        |
| 8                              | 13分29秒                       | 上野裕一郎                     | 日本                           | 19回（2007年）・区間2位        |
| 8                              | 13分29秒                       | ビンセント・ヤトー             | ケニア                         | 22回（2010年）・区間2位        |
| 8                              | 13分29秒                       | ゼーン・ロバートソン           | ニュージーランド               | 24回（2012年）・区間賞         |

第2区 女子・5km
- 千葉市中央区道場北→千葉市道→（旭町交差点）→国道126号→（中央三丁目交差点）→（千葉県自治会館前交差点）→千葉県道217号本千葉停車場線→（ポートアリーナ前交差点）→千葉市道→（問屋町）→（千葉みなと駅入口交差点）→千葉県立美術館前
  - コースの前半は市街地のビル風と千葉都市モノレールの両風を受ける。
  - コースの後半にはフォレストストレートを通る。この木を挟んだ南側から年によっては強烈な秋風が吹き付ける。

| 区間記録10傑（第19回大会以降） | 区間記録10傑（第19回大会以降） | 区間記録10傑（第19回大会以降） | 区間記録10傑（第19回大会以降） | 区間記録10傑（第19回大会以降） |
| 位                             | タイム                         | 氏名                           | 所属                           | 年次・順位                     |
| ------------------------------ | ------------------------------ | ------------------------------ | ------------------------------ | ------------------------------ |
| 1                              | 14分54秒                       | グラディス・チェロノ           | ケニア                         | 24回（2012年）・区間賞         |
| 2                              | 15分08秒                       | 小林祐梨子                     | 日本                           | 20回（2008年）・区間賞         |
| 3                              | 15分09秒                       | 小林祐梨子                     | 日本                           | 21回（2009年）・区間賞         |
| 4                              | 15分17秒                       | スレ・ウツラ                   | エチオピア                     | 20回（2008年）・区間2位        |
| 4                              | 15分17秒                       | 西原加純                       | 日本                           | 23回（2011年）・区間賞         |
| 6                              | 15分21秒                       | エレーナ・コロブキナ           | ロシア                         | 26回（2014年）・区間賞         |
| 6                              | 15分21秒                       | 鈴木亜由子                     | 日本                           | 26回（2014年）・区間賞         |
| 8                              | 15分22秒                       | 吉川美香                       | 日本                           | 24回（2012年）・区間2位        |
| 9                              | 15分24秒                       | ケート・リード                 | イギリス                       | 19回（2007年）・区間賞         |
| 10                             | 15分27秒                       | ニッキ・チャップル             | オーストラリア                 | 21回（2009年）・区間2位        |
| 10                             | 15分27秒                       | 小林祐梨子                     | 日本                           | 22回（2010年）・区間賞         |

第3区 男子・10km
- 千葉県立美術館前→千葉ポートタワー（第1折返し）→（千葉みなと駅入口交差点）→（黒砂橋東側交差点）→（海浜橋交差点）→（公園プール入口交差点）→（高浜4-1交差点）→（高浜5-1交差点）→（管理事務所入口）→千葉市美浜区磯辺2丁目
  - 第3区の序盤戦も2区の後半同様にフォレストストレートを通る。3区は海風を向かい風・追い風と諸に受け続ける。

| 区間記録10傑（第19回大会以降） | 区間記録10傑（第19回大会以降） | 区間記録10傑（第19回大会以降）     | 区間記録10傑（第19回大会以降） | 区間記録10傑（第19回大会以降） |
| 位                             | タイム                         | 氏名                               | 所属                           | 年次・順位                     |
| ------------------------------ | ------------------------------ | ---------------------------------- | ------------------------------ | ------------------------------ |
| 1                              | 28分04秒                       | ゼーン・ロバートソン               | ニュージーランド               | 25回（2013年）・区間賞         |
| 2                              | 28分07秒                       | 宇賀地強                           | 日本                           | 25回（2013年）・区間2位        |
| 3                              | 28分08秒                       | パトリック・ムトゥンガ・ムウィキャ | ケニア                         | 23回（2011年）・区間賞         |
| 4                              | 28分20秒                       | デジェン・ゲブレメスケル           | エチオピア                     | 20回（2008年）・区間賞         |
| 5                              | 28分25秒                       | ヘンリー・サング                   | ケニア                         | 26回（2014年）・区間賞         |
| 6                              | 28分31秒                       | スコット・ボウス                   | アメリカ合衆国                 | 19回（2007年）・区間賞         |
| 7                              | 28分32秒                       | バルナバ・シゲイ                   | ケニア                         | 19回（2007年）・区間2位        |
| 8                              | 28分39秒                       | 村山紘太                           | 日本                           | 26回（2014年）・区間2位        |
| 9                              | 28分40秒                       | ジェーク・ロバートソン             | ニュージーランド               | 24回（2012年）・区間賞         |
| 10                             | 28分42秒                       | エフゲニー・ルイバコフ             | ロシア                         | 23回（2011年）・区間2位        |

### 後半・三区間(4区から6区)
第4区 女子・5km
- 千葉市美浜区磯辺2丁目→美浜大橋→（幕張海浜公園交差点）→海浜幕張駅北口ロータリー前（第2折返し）→（幕張海浜公園交差点）→（メッセ大橋交差点）→幕張メッセ／QVCマリンフィールド前（第3折返し）
  - 第1ポイントはこの区間唯一の高低差といわれる美浜大橋。
  - 第2ポイントは海浜幕張駅前の折り返しの回り方。ここで折り返し地点を間違うシーンや折り返しカーブを大きく回ってしまうシーンが多く見られる。
  - 全体の半分地点(21.0975km)はこの4区の出だしの1.0975kmとなる。

| 区間記録10傑（第19回大会以降） | 区間記録10傑（第19回大会以降） | 区間記録10傑（第19回大会以降）   | 区間記録10傑（第19回大会以降） | 区間記録10傑（第19回大会以降） |
| 位                             | タイム                         | 氏名                             | 所属                           | 年次・順位                     |
| ------------------------------ | ------------------------------ | -------------------------------- | ------------------------------ | ------------------------------ |
| 1                              | 15分34秒                       | ベライネッシュ・フィカドゥ       | エチオピア                     | 20回（2008年）・区間賞         |
| 1                              | 15分34秒                       | 赤羽有紀子                       | 日本                           | 21回（2009年）・区間賞         |
| 3                              | 15分40秒                       | プリスカ・ジェプトゥー           | ケニア                         | 24回（2012年）・区間賞         |
| 4                              | 15分45秒                       | 大森菜月                         | 日本学生選抜                   | 25回（2013年）・区間賞         |
| 5                              | 15分46秒                       | イネス・チェプケシス・チェノンゲ | ケニア                         | 21回（2009年）・区間2位        |
| 5                              | 15分46秒                       | 小林祐梨子                       | 日本                           | 23回（2011年）・区間賞         |
| 7                              | 15分47秒                       | 新谷仁美                         | 千葉選抜                       | 20回（2008年）・区間2位        |
| 7                              | 15分47秒                       | エスタ・ヌディエマ               | ケニア                         | 25回（2013年）・区間2位        |
| 9                              | 15分49秒                       | 吉本ひかり                       | 日本                           | 23回（2011年）・区間2位        |
| 10                             | 15分53秒                       | 尾西美咲                         | 日本                           | 25回（2013年）・区間3位        |

第5区 男子・10km
- 幕張メッセ前（第3折返し）→幕張ベッドタウン→（見浜園交差点）→（美浜大橋交差点）→若葉第一号橋→（検見川浜駅北側交差点）→千葉市立花園中学校前
  - 前半は、実にカーブ（交差点）を11回通るため、コース取りが特に重要視される。間隔は200mから長くても300mしか無い。つまり前半は如何にして最短ルートを通るのかがポイント。
  - 後半は、『駅伝・世界一』への唯一のライフラインとも言われる千葉駅伝名物のアップダウンが3回、中継所の直前まであるため、坂の走り方が重要視される。

| 区間記録10傑（第19回大会以降） | 区間記録10傑（第19回大会以降） | 区間記録10傑（第19回大会以降）   | 区間記録10傑（第19回大会以降） | 区間記録10傑（第19回大会以降） |
| 位                             | タイム                         | 氏名                             | 所属                           | 年次・順位                     |
| ------------------------------ | ------------------------------ | -------------------------------- | ------------------------------ | ------------------------------ |
| 1                              | 27分42秒                       | マシュー・キソリオ               | ケニア                         | 26回（2014年）・区間賞         |
| 2                              | 27分43秒                       | エドウィン・ニャンドゥシ・モクア | ケニア                         | 23回（2011年）・区間賞         |
| 3                              | 27分59秒                       | エドウィン・モクア               | ケニア                         | 25回（2013年）・区間賞         |
| 4                              | 28分20秒                       | ゲーリン・ラップ                 | アメリカ合衆国                 | 24回（2012年）・区間賞         |
| 5                              | 28分22秒                       | ゼーン・ロバートソン             | ニュージーランド               | 26回（2014年）・区間2位        |
| 6                              | 28分46秒                       | 上野裕一郎                       | 日本                           | 24回（2012年）・区間2位        |
| 6                              | 28分46秒                       | 大石港与                         | 日本                           | 26回（2014年）・区間3位        |
| 8                              | 28分47秒                       | 鎧坂哲哉                         | 日本                           | 23回（2011年）・区間2位        |
| 9                              | 28分49秒                       | 竹澤健介                         | 日本                           | 19回（2007年）・区間賞         |
| 10                             | 28分51秒                       | 宇賀地強                         | 日本                           | 22回（2010年）・区間賞         |

第6区 女子・7.195km
- 千葉市立花園中学校前→（畑町西交差点）→千葉県道72号穴川天戸線→（穴川3丁目交差点）→国道126号→穴川インター→国道16号→千葉県総合スポーツセンター陸上競技場
  - この第6区でも、アップダウンを残りの4つを担当する。
  - 帰って来たランナーは、出て行った第1コーナー寄りのゲートからスタンドを挟んで反対側の第4コーナーゲートまで回り込んで、トラックを1と1/4周（500m）走ってゴールする。

| 区間記録10傑（第19回大会以降） | 区間記録10傑（第19回大会以降） | 区間記録10傑（第19回大会以降） | 区間記録10傑（第19回大会以降） | 区間記録10傑（第19回大会以降） |
| 位                             | タイム                         | 氏名                           | 所属                           | 年次・順位                     |
| ------------------------------ | ------------------------------ | ------------------------------ | ------------------------------ | ------------------------------ |
| 1                              | 22分05秒                       | ジョイス・チェプクルイ         | ケニア                         | 24回（2012年）・区間賞         |
| 2                              | 22分23秒                       | エミリー・チェベト             | ケニア                         | 25回（2013年）・区間賞         |
| 3                              | 22分26秒                       | 新谷仁美                       | 日本                           | 24回（2012年）・区間2位        |
| 4                              | 22分36秒                       | 新谷仁美                       | 日本                           | 23回（2011年）・区間賞         |
| 5                              | 22分39秒                       | 赤羽有紀子                     | 日本                           | 19回（2007年）・区間賞         |
| 6                              | 22分52秒                       | パメラ・チェソピチ・リソレング | ケニア                         | 23回（2011年）・区間2位        |
| 7                              | 23分02秒                       | 萩原歩美                       | 日本                           | 26回（2014年）・区間賞         |
| 8                              | 23分12秒                       | 吉本ひかり                     | 日本学生選抜                   | 21回（2009年）・区間賞         |
| 8                              | 23分12秒                       | 岡小百合                       | 日本                           | 25回（2013年）・区間2位        |
| 10                             | 23分15秒                       | リリア・ショブホワ             | ロシア                         | 19回（2007年）・区間2位        |

## 大会記録
- 男子（国際公認コース）

ケニアチーム　1時間57分06秒（第17回。2005年11月23日。世界記録）
※男子（参考記録）
エチオピアチーム　1時間55分59秒（第15回。2003年11月23日。世界最高記録）
- 女子（国際公認コース）

ケニアチーム　2時間13分33秒（第17回。2005年11月23日）
※女子（参考記録）
エチオピアチーム　2時間11分22秒（第15回。2003年11月23日。世界最高記録）
- 男女混合（国際公認コース）

エチオピアチーム　2時間5分27秒（第20回。2008年11月24日）

## 大会の末期
日本は、女子の10連覇を含め、男女とも優勝、もしくは上位入賞していた。
ただ、この大会の時期が全日本実業団駅伝や全日本実業団女子駅伝の各地区予選、箱根駅伝に向けたチーム内のメンバー選考レース（ハーフマラソンや記録会）などもあり、大会後期はナショナルチームも学生選抜も思うように選手を集められない傾向にあった。
学生選抜チームの選手選考は女子が10月の全日本大学女子駅伝、男子が10月の出雲全日本大学選抜駅伝と11月の全日本大学駅伝で好タイムを出した選手が選ばれていた。
また、海外チームの数も減少傾向にあり、以前は16カ国程度が出場した年もあったが末期は10カ国程度（2012年は12カ国、2013年と2014年は10カ国）にとどまり、日本がナショナルチームに学生選抜チーム、千葉県選抜チームの3チームをエントリーしている状況であった。
このような状況の中、2015年は11月に第27回大会を予定していたものの、前述の理由により有力選手が集まらないこと、また選手の強化や育成、競技の普及、国際交流の創出については一定の成果を挙げて既に大会の役割を終えたとし、2014年の第26回大会を最後に廃止となることが2015年5月28日に日本陸上競技連盟から発表された。

## 中継
FNS系列28局にてテレビ中継されていた。その際月曜から金曜日に中継される場合は『ライオンのごきげんよう』『東海テレビ制作昼の帯ドラマ』をはじめとした通常番組は休止となった。CS放送フジテレビONEでも競技終了後、夜の時間帯にノーカットで録画中継されていた。また、ラジオでは、ニッポン放送が競技終了後、ダイジェストを放送していた。詳細は、外部リンクを参照。
2009年から2011年までは、テレビ中継イメージテーマ曲としてビゼー作曲「カルメン」が使用されていた（同局で放送される東京マラソンも同様）。
2006年大会までは、男子が生中継、女子は男子レースの終了後に録画で放送された。男女混合レースとなった2007年大会からは、完全生中継で放送されている。ただし、所在地のある千葉県ローカルテレビ局の千葉テレビ放送では、『NEWSチバ600』・『NEWSチバ930』内、および翌朝の番組『ハピモ』（現「シャキット!」）のフラッシュニュースでしか放送されない。
夏季五輪前年は、「ワールドカップバレーボール」が同局系列で放送されており、大会期間日などでハイライトを放送しているが、男子・女子の2レース制は放送時間枠の関係でこの日に限り放送されず、男女混合レースになった2007年以降は、大会自体の中継放送時間が半分の2時間半に短縮され、その大会の中継終了後にハイライトされるようになった。ところがワールドカップ自体が秋季開催から夏季開催に移転した事によりその短縮は無くなった。
2013年、2014年は番組と連動したデータ放送が実施されていた。

### 解説、リポート
| 2014年 特記なしはフジテレビアナウンサー 【放送センター】 - メインMC：小倉智昭（フリーアナウンサー） - アシスタント・優勝チームインタビュアー：宮澤智 - 解説：瀬古利彦（DeNAランニングクラブ総監督）、増田明美（スポーツジャーナリスト） - 実況：森昭一郎 【第1中継車】 - 解説：高橋尚子（スポーツジャーナリスト） - 実況：竹下陽平 【第2中継車】 - 解説：藤原新（ミキハウス所属選手） - 実況：福永一茂 【第3中継車】 - 実況：鈴木芳彦 【バイク解説】 - 金哲彦（ニッポンランナーズ理事長） 【各中継所実況】 - 第1中継所：谷岡慎一 - 第2中継所：奥寺健 - 第3中継所：西山喜久恵 - 第4中継所：丸山勝義（福井テレビアナウンサー） - 第5中継所：小田島卓生（東海テレビアナウンサー） |